# باژ (اود)
باژ (به فرانسوی: Bages) یک کمون (فرانسه) در فرانسه است که در canton of Narbonne-Sud واقع شده‌است. باژ ۱۲٫۵۳ کیلومتر مربع مساحت دارد ۳۶ متر بالاتر از سطح دریا واقع شده‌است.